# Granville Lake
Granville Lake é uma aldeia indígena localizada nas margens do Lago Granville, no norte de Manitoba, Canadá. 
Esta comunidade relativamente isolada não tem acesso rodoviário durante todo o ano, principalmente durante o Inverno, embora utilize estradas de gelo no inverno e o sistema de lagos e o rio no verão.
Em 2006, de acordo os dados dos censos nas Statistics Canada esta localidade tinha uma população de 98 habitantes que viviam em 16 residências, um aumento de 42,0% se comparado com 2001. A aldeia indígena tem uma área de 2,33 km2 (0,90 sq mi) e uma densidade populacional de 42,0 / km2 (109/sq mi).